# 知念宏
知念 宏（ちねん ひろし、1948年2月5日 - ）は、日本の経営者・武道家・平和事業家。
有限会社三崎工業 取締役会長、那覇市緑化センター所長、沖縄伝統空手琉球古武道研究会 沖縄小林流大名塾 塾長、平和の武 主宰、ンマハラシーと琉球古武道資料館 館長。

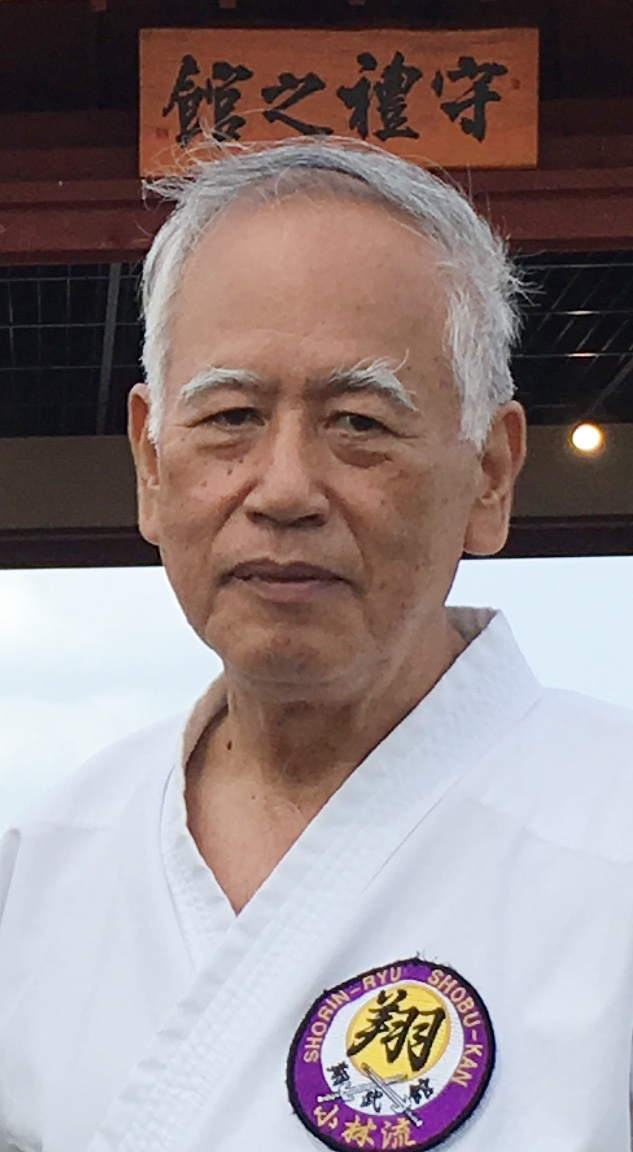

## 経歴
1948年2月5日、沖縄県那覇市生まれ。
1966年3月　沖縄工業高等学校機械課卒業
1966年3月　総合建設業(General Contractor)株式会社國場組に入社。機械技師(Mechanical Engineer)としてOil Refining Plant等建設現場に勤務。
1972年5月15日　本土復帰の年にシンガポールにてオイル備蓄タンク建設現場に従事。
1986年　ソ連、チェルノブイ原発事故の時はリビアにて送油配管工事に従事。その前はクウェート総合都市建設計画、サウジアラビア石油化学プラント関連施設建設工事、サウジアラビア送電線工事に従事する。
各工事打合せの為に米国、英国の企業を訪問し、資材調達を行った。國場組本社にて勤務中は、都市ごみ処理、新・省エネルギー関連の調査を行う。
1992年　渡米してカリフォルニア州の風力発電会社の研修を受け、風力発電技士（Wind Smith）の称号を授与される。
1998年　株式会社國場組を退社し、有限会社三崎工業の代表取締役に就任する。配管工事を主体とする専門会社であるものの本業の他、ハーブ（Herb）関連の起業化前調査（Feasibility Study）の為にフランス、シンガポール、台湾、日本国は北海道から沖縄与那国まで各地の調査を3年間おこない、調査研究報告者をまとめる。
2014年　まだ幼稚園であった孫息子と一緒に沖縄空手の練習を行う。
2014年９月　翔武館（館長：儀保宜裕）に入団し小林流初段を授与される。
2018年　拳士会（会長：嘉数嘉昌）に入門し2018年小林流空手道弐段を授与される。拳士会に入門と同時に2018年、沖縄空手古武道連盟の事務局長に就任し4年間勤める。
2021年　沖縄空手・古武道連盟を脱会し、沖縄小林流大名塾を開設する。ここは「ンマハラシーと琉球古武道」の資料館でもある。解説目的は絶滅危惧種である日本在来馬である宮古馬、与那国馬等の小型馬の復活普及活動と馬から発展したと思われるヌンチャク等の武器による古武術の世界への普及発展を願うものである。
沖縄では73歳になって、これを迎えられる人は非常に稀という意味から「古希」お祝いされる。これを機に会社経営を長男息子に委ねて取締役会長になる。
沖縄伝統空手から学ぶものが多く、空手の稽古は続けている。会社の近くに競馬場があり、これも人生の流れと捉え、沖縄の世界的にも誇れる文化ウマハラシーと琉球古武道を無形文化財及びユネスコ登録ができるように啓蒙発展の活動を行い、高齢化時代にあう健康管理として高齢者のための健康空手道・古武道の普及活動を精力的に行っている。

## ンマハラシー
那覇市大名町に馬場通りと呼ばれる一直線の道がある。ここは平良真地といって那覇三大馬場の一カ所である。第2尚氏王朝時代、直轄の三大馬場平良真地（大名）、識名、崎山馬場である。この近く平良真地に当社の土地建物（古民家）があるので、ここをンマハラシーと琉球古武道の資料館を作った。多くの外国人空手家がここを興味深く見学に訪れる。
「ンマハラシー」とは、琉球王朝時代から戦前までの約300年間行われていた琉球競馬のことを呼び、速さだけでなく、右前脚と右後脚、左前脚と左後脚を交互に動かす“側対歩”という独特の走り方で、そのリズムや馬の姿勢、人と馬との呼吸など、優雅さ、美しさを競います。ルールは、馬が駆け足になってしまったらそこで失格。赤と白に分かれた2頭が走り、審判が華麗な走りをした方の色の旗を上げて勝敗を決める。ンマハラシーには、「宮古馬」や「与那国馬」など、沖縄在来の小型馬が使用された。しかし、大正時代になると、軍馬や輸送に有利な大型馬の育成が奨励され、サラブレッドなどの大型馬との交雑が進み、在来馬は減少していくことになる。侍の楽しみとして始まった娯楽で、やがて農民の間にも広まり、人気のあった行事の一つであった。戦後は途絶えたが、一部の場所で復活を遂げた。
在来馬とは、外国の馬と交じることなく残った、日本固有の馬のこと。沖縄には与那国馬、宮古馬、トカラ馬の3種が存在している。小さくて優しく、人間の生活の手伝いをしてともに暮らしてきた在来馬である。日本在来馬とは、北海道に北海道和種（道産子）、長野県木曽地域を中心に木曽馬、愛媛県今治市に野間馬、長崎県対馬市に対州馬、宮崎県に御崎馬、鹿児島県にトカラ馬、沖縄県宮古島に宮古馬と与那国島に与那国馬がいる。これら8馬種のうち、御崎馬は国の天然記念物、木曽馬と宮古馬は県の天然記念物、野間馬は市の指定文化財、与那国馬は町の天然記念物及び北海道和種は道の文化遺産に指定されている。これらの在来馬は日本のそれぞれの地域で、農耕用や荷物の運搬用などに使われながら飼養されてきた。しかし、1960年代にモータリゼーションが進むにつれて、在来馬の需要が少なくなり飼養頭数は減少したが、8馬種は全て人と馬とが共存した時代の証であり、世界で唯一のかけがいのない遺伝資源及び文化遺産である。8場種の馬は、その多くは個体数がたいへん少なく、絶滅が危ぶまれている。沖縄県内の馬場は確認されただけで198カ所という1880年県統計資料では、71の馬場が記載されている。
- 琉球馬競馬年表より
  - 1610年　琉球の在来　は約 8,000頭
  - 1885年　琉球の在来　は約12,405頭　　
  - 1910年　琉球の在来　は約30,235頭

8場種の馬は、その多くは個体数がたいへん少なく、絶滅が危ぶまれている。
この日本の在来馬は絶滅危惧種（Endangered Species）として絶滅の危機にある生物種の馬と言える。
沖縄の調査による主な馬場は次の通りである。
- 識名真地（現那覇市繁多川四丁目）；那覇市史によると、大名の平良真地とともに馬を早く走らすのではなく「脚組」一本の脚は常につく競歩等であった。
- 崎山馬場は馬揃え競馬場で東西約325ｍ、特記として松崎馬場がある。（1791年創立）
- 龍潭の東側、旧田原跡に県師範学校～現芸大の地は崎山馬場の創設も同年代頃かと推測される。
- 平良真地にンマハラシーと琉球古武道資料館が作られたがその立地は次の通りである。
  - ①平良真地馬場は1906年頃になるといままであった綾門馬場（綾門通り）の馬場を平良真地馬場に移した。統一した馬場である。
  - ②馬に大変興味を持っていた尚順男爵の墓が近くにある。
  - ③歴代の三司官　蔡温、宜湾朝保等の墓がある。
  - ④摂政の羽地朝秀の墓がある。

以上の様に王家に関係ある著名な人物の聖地である。馬は儀礼式典、中国への貢物、農耕につくした。この馬に対しての感謝の意をもって知念 宏はここに顕彰碑を建立した。

## ンマハラシーと琉球古武道
尚真王時代の「武器禁止令」の実態は琉球王国全土から武器を取り上げ、それを首里王府に集め管理するというものだった。 これは琉球王国にとって有事の際に、この膨大な武器を武士が中心となって琉球王国を護るために使用することを目的としていた。ただ、農家たちは不意に襲ってきた者に対して身近にある用品を使って防護具に使用した。馬の装備品から色々なものが作られるようになった。
ヌンチャク
「ムーゲー」は、木製の轡（くつわ）の一種のことである。普段は馬の顔に装着されているもので、不意の襲撃に遭った時などには、これを外して武器として活用できるように工夫されており、これがヌンチャクの起源であるという説がある。ヌンチャク は、理不尽な暴力や多人数の暴漢に対してその相手の攻撃力を弱め、沈静化するのが本来の目的であり、自ら攻撃的に使用するものではないとされる。そのため、ヌンチャクの形は常に受けから始まる。琉球古武術におけるヌンチャク術には「受け」はなく、体術の「捌き」を用いて攻撃には攻撃で対処するというのが特色である。もとよりヌンチャクの攻撃は片手のみで行えるものであり、そのこと自体に問題はない。しかし、両手で操作しつつ状況に応じて様々な形で(両手で)構えることは、攻撃パターンを千変万化させるものであり、自ずから相手を惑わす効果が大である。琉球古武術のヌンチャク術では、通常の二節のヌンチャク及び、三本ヌンチャク(三節棍)を使用する。
鉄甲
馬には、正しい歩様をさせるため、また少しでも走らせるために蹄鉄が必要となってくる。蹄鉄の目的は肢蹄の保護、蹄壁の摩耗防止、更により良い運動性を与えることにある。沖縄でも良い蹄鉄を作る鍛冶工が多くいた。鉄甲は、もともとは農耕用に使われている馬蹄だったもの。拳に付ければ空手の拳技がそのまま使えるため、習得が早く、効果的な武器として重宝された。馬蹄には角（スパイク）が付いた形をしている。徒手術たる空手の技法を最も端的かつ直接的に応用できる武器が鉄甲である。そのゆえに鉄甲術は、徒手空拳たる空手の言わば総仕上げ的な意味合いで学ぶべき武器術になる。形状としては、外側の突起を用いた突き・打ち・切りが出来るところに特色がある。鉄甲は(特殊な使い方を除き)まさに空手の技法をそのまま応用できる武器であるゆえに、これを使用して稽古することにより空手の武術性・徒手術と武器術の表裏一体性・武術的思想の相互一貫性などを一目瞭然に体感することができ、かつ空手の各技法の鍛錬用具としても有益な効果が期待できる優れものである。
鎌
馬に載せられた鎌は農具の鎌がそのまま武器として使われているもの。琉球の古武道具は、昔の農業器具と関連性があるものが多く、 そのものが改良されずに使用されている鎌は、典型的なものである。
二丁鎌は鎌という道具で、湾曲した刃で梃子(てこ)の原理を用い、少ない力で大きな裁断力が得られること、また相手の武器を引っ掛けて絡(から)め操(と)る特長があることなどから、古来高い殺傷力を有する武器として用いられてきた。合戦では、通常山野がその舞台となるため、陣場を構築するに際してはまず繁茂する雑草や潅木の類を刈り払って見通しの良い環境を整備する必要がある。そのために陣鎌は便利にして不可欠な道具であり、かつ状況によってはそのまま敵と戦うための武器に転用することができる優れものである。鎌術という闘争の技術は、まさにそのような背景から生まれたものであり、その歴史は極めて古いと言える。琉球古武術の鎌術は、分銅鎖等をつけない鎌単体を用いての二丁鎌術である点に特色がある。もとより二丁の鎌を有効に使うためには左右の鎌を同時に操作しつつ、体の運用を適切に行う必要があり、他の武器種と同じく古伝空手の術理を応用したものが琉球古武術における二丁鎌術であると言える。鎌術は空手における掛け手・繰り手系の技法であり、鎌術を修めることによって空手の掛け手・繰り手系の稽古に繋がり、同時に各技の原理的な意味合いや成り立ちを考察する事が出来る。
棒
沖縄の棒の起源は、農具のかつぎ棒からで、多くの形名が沖縄の人名や土地の名で残っている事から、技の体系は琉球の人の手によって編みだされたものと考えられる。中国の棒との大きな違いは、中国の棒が細くしなる棒（皮膚を切り裂く）であるのに対し、沖縄の棒は固く太い棒（骨を砕く）であることが挙げられる。棒術は一本の棒を両手で操作するため、外見上は、一対の武器を左右の両手にもって片手で操作するサイやトンファーの用法とは異なるように見える。しかし棒の操作は左右両手の力関係が絶えず変化するものであるため、その実はサイやトンファーと同じく片手で操作するものであると言える。この特殊な片手操作のゆえに、棒の形状にもまた絶妙なバランスが要求される。琉球古武術において、棒の太さが均一のいわゆる丸棒ではなく、中央が太くて両端の細くなるいわゆる「先細棒」が用いられる。
クルマンボウ
日ごろ食べるトウフや納豆の材料は大豆です。大豆はそのまま取れるのではなく、サヤという殻に入っている。この大豆や麦などの殻をとる道具がクルマンボウです。長い棒と短い棒を木でつないだものです。この短い方の棒をもって、長い方で大豆や麦などをたたいて、殻をとります。クルクルと車輪のように回してたたくことからクルマンボウと呼ばれるようになったといわれている。このクルマンボウを使っての技を使える人はかなり少ない。

## 海賊や本土からのサムライたちが襲ってきたときの身の周りの古武道道具
沖縄には多くの古武道武器がある。
サイ
サイは沖縄に到着する前は、インド、タイ、中国、など他のアジア諸国ですでに使用されていた。サイは、琉球王国時代には大筑（ウフチク、警察署長）や筑佐事（チクサジ、刑事）などが携帯し、犯人逮捕や群衆の誘導に使われたとされる。打つ、突く、受ける、引っかける、投げる等の技法によって用いられる。
ティンベー・ローチン
ティンベーと言われる海亀の甲・籐製・木製・鉄製などの楯を左手に持ち、ローチンと言われる短槍を右手に持って攻防に備える。ティンベーで相手を目隠し状態にし、その隙にローチンで攻撃する所に特色がある。琉球古武術では、ティンベーとローチンを組み合わせてティンベー術と呼ぶ。武術に於ける捌き・受け(押し・流し)・攻撃の所作を流れるように無駄なく所作するので非常に高度な技術体系となっている。
エーク
エークは、沖縄の漁師が使う櫂（かい）である。両手で持つので棒術と若干似ているが、その形状から「切る」「砂を掛ける」という独自の技法がある。浜辺での戦いを想定して、海水ないし砂をかけて目つぶしをし、すかさず重量感のあるエークで敵を叩き斬るという想定である。エークは棒より扱いづらいが、習熟すれば破壊力のある実践的な武器となる。
トンファ
中国武術の武具である「枴（カイ）」が、琉球王国（沖縄）に伝播して変化したもの。 丁字型の短い棒ながら、多彩な動きに合わせられる優れた近接武器である。トンファー打突武器兼防具であり。旋棍とも呼ばれる。アメリカ合衆国の警察では、刃物などへの防御力に優れた「握り付き警棒」としての意味合いが強く、暴動や暴漢の鎮圧や無力化に用いる攻守一体の装備としてトンファーバトンは、「打つ」「突く」「払う」「絡める」などの様々な用法を習熟することにより、極めて合理的かつ有効な装備である。琉球古武術のトンファー術は、釵術と同じく一対のトンファーをそれぞれの手に持って攻防に備える。トンファー術には空手における裏拳・肘系の技術が含まれている。特に逆手持ち用法は、釵術同様に空手術の受け・突きがそのまま反映される形となっており、空手術と武器術の密生な関係性がある。
琉球古武道における主要な4種類の武具（棒、サイ、ヌンチャク、トンファ）は外国人への古武道セミナーで多く披露される。
スルジン
鉄が鎖の形状をとれば、柔らかく折れて自在に曲がる強力な武器となる。その特長を武器として活用したものが、例えば「鎖鎌」であるが、スルジンの場合はその鎌に替えて鋭利な手裏剣等を取り付けたものと言うことができる。言わば、紐付き手裏剣と紐付き分銅を(紐ではなく)鎖で合体させたものがスルジンということになる。手裏剣と分銅を鎖で繋ぐというアイデアにより、その攻撃方法にも様々なバリエーションが生まれた。例えば、分銅鎖で相手の武器や首を絡め、片方の鋭利な手裏剣で突いたり、または逆に手裏剣鎖で絡めて片方の鎖分銅で打つ、あるいは鎖を滑らせ分銅や手裏剣を伸ばして突く、または手裏剣や分銅を投げる、はたまた両手で鎖を強く張り相手の攻撃を受けて反撃するなど多様な技法があります。琉球古武術で使用するスルジンには、短スルジンと長スルジンの二種類がある。

## ンマハラシーと琉球古武道の伝承と世界への普及発展、及びユネスコ登録について
日本在来馬は北海道和種（道産子）、木曽馬、野間馬、対州馬、御崎馬、トカラ馬、そして沖縄には宮古馬と与那国馬がいる。これらの在来馬は日本のそれぞれの地域で、農耕用や荷物の運搬用などに使われながら飼養されてきました。沖縄では庶民の娯楽としてンマハラシー（琉球競馬）が広く各地で戦前まで開かれていた。沖縄の歴史として琉球王朝時代は偉人侵略者との闘いでもあった。武器としての刀剣等を持たない農家にとって手短に馬のムーゲー（木製のくつわ）からヌンチャクを作り、蹄鉄（ていてつ）は、主に馬の蹄（ひづめ）を保護するために装着される、U字型の保護具であるが、これから鉄甲等の武器が作られた。馬に掛けられた籠のなかには常に鎌を入れ、農具のかつぎ棒、大豆などの殻をとる道具クルマンボウを載せて移動していた。しかし戦前戦中から小型の在来馬は淘汰されていった。戦争用に大型の馬に変えられていった。第二次大戦では沖縄本島は島々が艦砲射撃により焦土化してしまって宮古馬や与那国馬の在来馬がほとんどいなくなってしまった。
1960年代にモータリゼーションが進むにつれて、在来馬の需要が少なくなり飼養頭数は減少したが、8馬種は全て人と馬とが共存した時代の証であり、世界で唯一のかけがいのない遺伝資源及び文化遺産である。平和で豊かな時代のウマハラシーは少なくなったが、最近は、ホーストレッキングや流鏑馬、ホースセラピーへの用途開拓の取組がなされている。沖縄伝統空手道は、仁義と礼を重んじ、戦後の沖縄復興の一助ともなった空手が「平和の武術」である。沖縄で生まれた、礼節を尊ぶ武道「空手」。いまや国境や宗教、政治、人種の壁を超え、世界中に空手道を究めんと稽古に励んでいる。
空手発祥の起源は琉球王国時代の士族が教養として学んだ護身術である琉球古武道がそのルーツといわれている。また、琉球政府が武器を放棄し、平和外交を行う姿勢を示したことも、空手道の精神に繋がったともいわれている。沖縄古来からの古武術と中国の武術が融合し、現在の空手の基本が生まれた。空手は、突き、蹴り、受け、転身、投げ、固め、極めなどの技を活用した武道で、首里、那覇、泊の三つの地域を中心に発達。その後、多くの流派を生み出し研鑽されたのち、日本本土、そして世界に広がった。今日では、護身術、精神修行の手段として広く世界中の人々に受け入れられている。
沖縄で脈々と受け継がれてきた空手は、先人たちが伝え継承してきた「型」の習得を重要視している。｢型｣は、攻防一体となった無駄のない技が構築されており、同じ｢型｣を日々繰り返し鍛錬することによって、体力、忍耐力、精神力を鍛え上げることにつながるとされています。空手の鍛錬は型の反復練習に加え、器具などを使った部位鍛錬が伝統的な内容である。近代になって組手による修練が誕生し、古武道とも一体であるとされることから、武器術や取手術、関節術なども合わせた総合的な武術として修練されている。
知念 宏はこの平和の武術、沖縄伝統空手、琉球古武道と平和の象徴ンマハラシーを無形文化遺産及びユネスコ登録を目指して活動している。
那覇大名町のンマハラシーの顕彰碑には「帰馬放牛」の故事が書かれている。戦争のための馬や牛を野性にかえすという意味から、戦争が終わって平和になることのたとえ、または、二度と戦争をしないことのたとえを言う。